# Weiberfastnacht
Weiberfastnacht (auch Wieverfastelovend (Rheinland, vor allem in Köln), Fettdonnerstag (Aachen), Schwerdonnerstag (Koblenz), Weiberfasnet (Schwaben) oder  Weiberfasching genannt) ist der Donnerstag vor Aschermittwoch. Er markiert den Übergang vom Sitzungs- zum Straßenkarneval. Am Niederrhein wird er auch als Altweiber (Krieewelsch: Aalwiewer) sowie in der alemannischen Fastnacht als Schmotziger Donnerstag bezeichnet.

## Geschichte

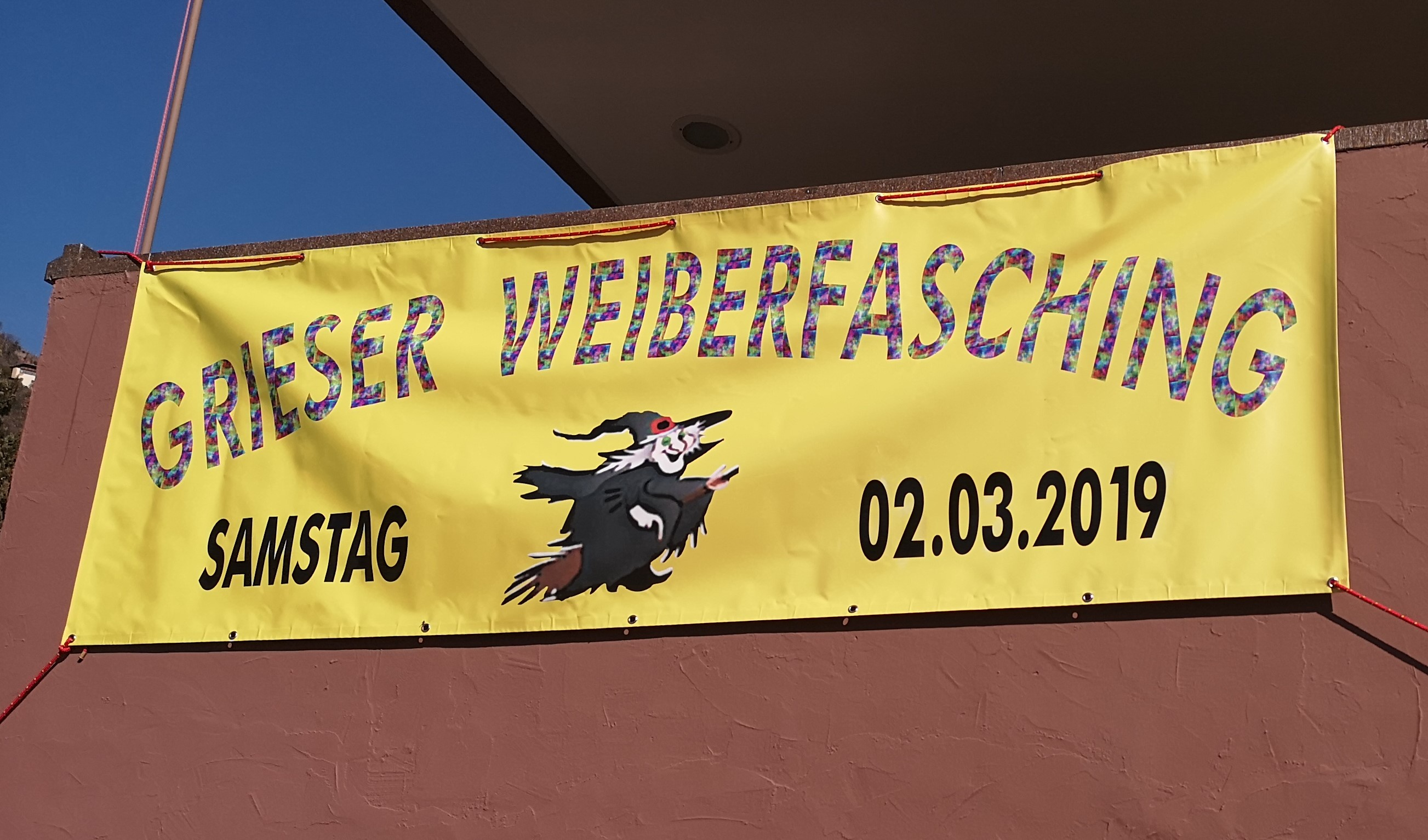
Plakat des Weiberfaschings in Gries-Quirein (Bozen), 2019

Gemein ist allen Bräuchen zur Weiberfastnacht, dass den Frauen für einen Tag das Regiment überlassen wird. Diese Idee gibt es seit dem Mittelalter. In einer Zeit, als die Frauen den Männern in allem untergeordnet waren und die Männer über die Frauen die Geschlechtsvormundschaft ausübten, galt es als „verkehrte Welt“, wenn den Frauen die Macht zugestanden wurde. In vielen Orten entwickelte sich diese Weiberfastnacht auch aus den Weiberzechen, auf denen die Frauen von der Herrschaft zu Wein eingeladen wurden.
Viele Belege deuten allerdings darauf hin, dass im Mittelalter in vielen Orten der heutige Aschermittwoch der Tag war, an dem die Frauen ihre Fastnacht feierten. Mit der Herausnahme der Sonntage aus der Fastenzeit und der Verschiebung der Fastnacht auf den heutigen Termin etablierte sich im Rheinland der Donnerstag vor Aschermittwoch als Tag der Weiberfastnacht, im Bereich der schwäbisch-alemannischen Fastnacht wird die Weiberfastnacht zu unterschiedlichen Terminen begangen bzw. ging ganz unter.

## Weiberfastnacht im Rheinland
Traditionell verkleideten und maskierten sich die Frauen als alte und hässliche Frauen, überließen den Männern Haushalt und Kinder und feierten unter sich. Aus dieser Tradition heraus gründeten sie die Möhnenvereine, in denen sich die Frauen zunehmend nicht mehr alt und hässlich machen, sondern eher im Kleid der Bürgersfrau im 19. Jahrhundert gehen. Ähnlich gekleidet sind auch die Greesen im Saarland.
Das Hauptverbreitungsgebiet von Weiberfastnacht ist das Rheinland, die Eifel und der Hunsrück. Als Hochburg der rheinischen Wieverfastelovend gilt Köln; an diesem Tag wird der Straßenkarneval eröffnet.

„Die Vorfeier des Carnevals begann mit dem sogenannten Weiberfastnacht am Donnerstag vor demselben. Dann herrschte die ganz eigentümliche Sitte, dass Frauen und Mädchen sich untereinander die Hauben abrissen, was man Mötzenbestohl nannte. Nachmittags bewegte sich der Bellegeck, eine echt kölnische Maske, mit vielen Schellen behängt, in den Straßen herum […]“

Vorläufer der Wieverfastelovend war das Mötzenbestot der Marktfrauen auf dem Alter Markt in Köln im 18. Jahrhundert. Daran beteiligten sich die Marktfrauen und die Arbeiterinnen. Pünktlich um 12 Uhr rissen sich die Frauen ihre Haube, die Mötz, vom Kopf und warfen sie – oft zusammen mit Kohlköpfen – durch die Gegend. Damit waren die Frauen nicht mehr „unter der Haube“ und erlaubten sich manche Freiheiten.

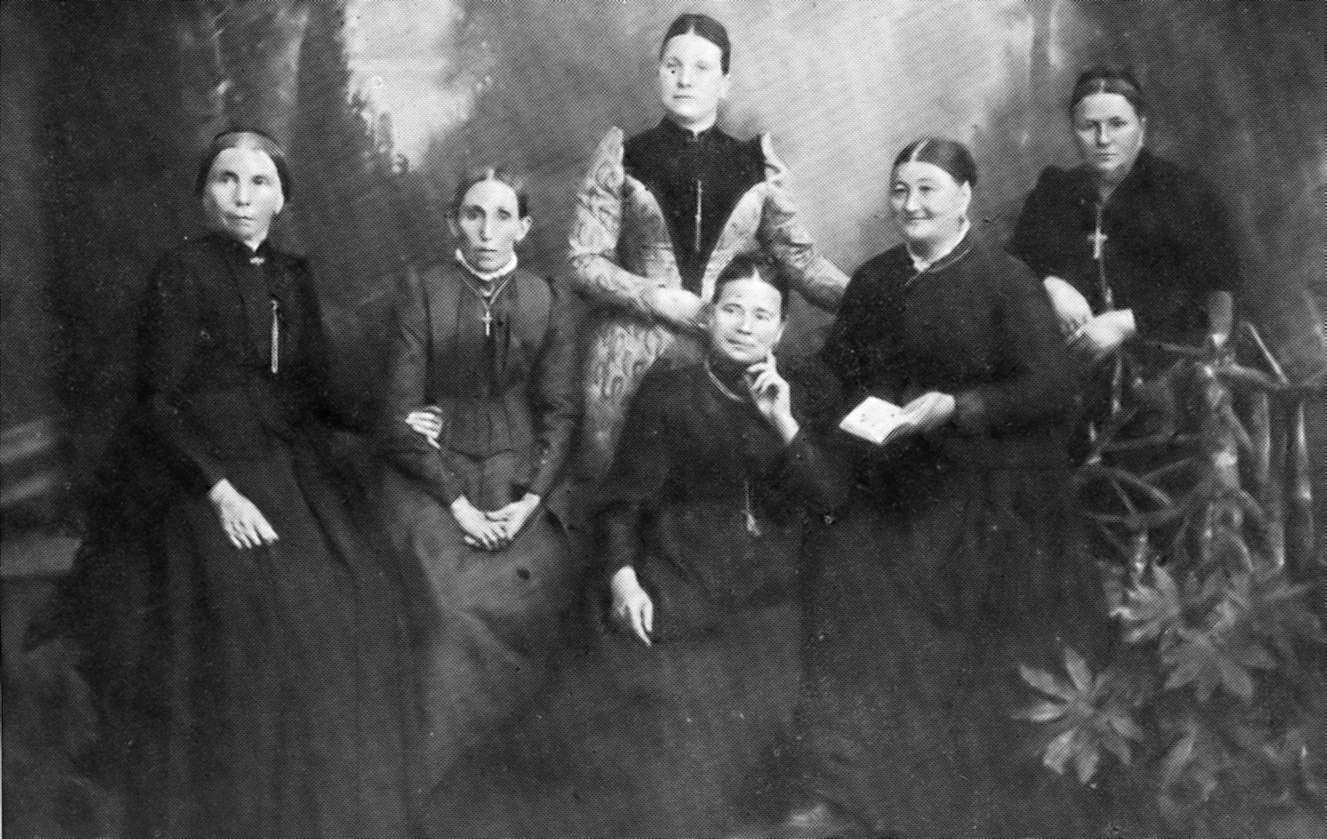
Beueler Damenkomitee, ca. 1900

Im Bonner Stadtteil Beuel feiern traditionell die Frauen die Beueler Weiberfastnacht. Einen Tag im Jahr ruhte die Arbeit in den Beueler Wäschereien, und zwar am Donnerstag vor Karneval. 1824 schlossen sich die Beueler Wäscherinnen zum Alten Damenkomitee von 1824 e. V. zusammen, um eine Teilnahme am bislang rein männlichen Karneval zu erfechten. Während anderswo die Weiberfastnacht nur eine Vorfeier ist, wurde und blieb sie in Beuel die Hauptsache. Auch heute noch stürmt nach einem großen Weiberfastnachtsumzug die Beueler Wäscherprinzessin mit ihrem Damenkomitee das Beueler Rathaus und übernimmt symbolisch die Macht. Der Sturm auf das Rathaus wird vom WDR Fernsehen live übertragen. Die Erstürmung der Rathäuser durch die Frauen ist in vielen Städten und Gemeinden im Rheinland und in Westfalen zur Tradition geworden.

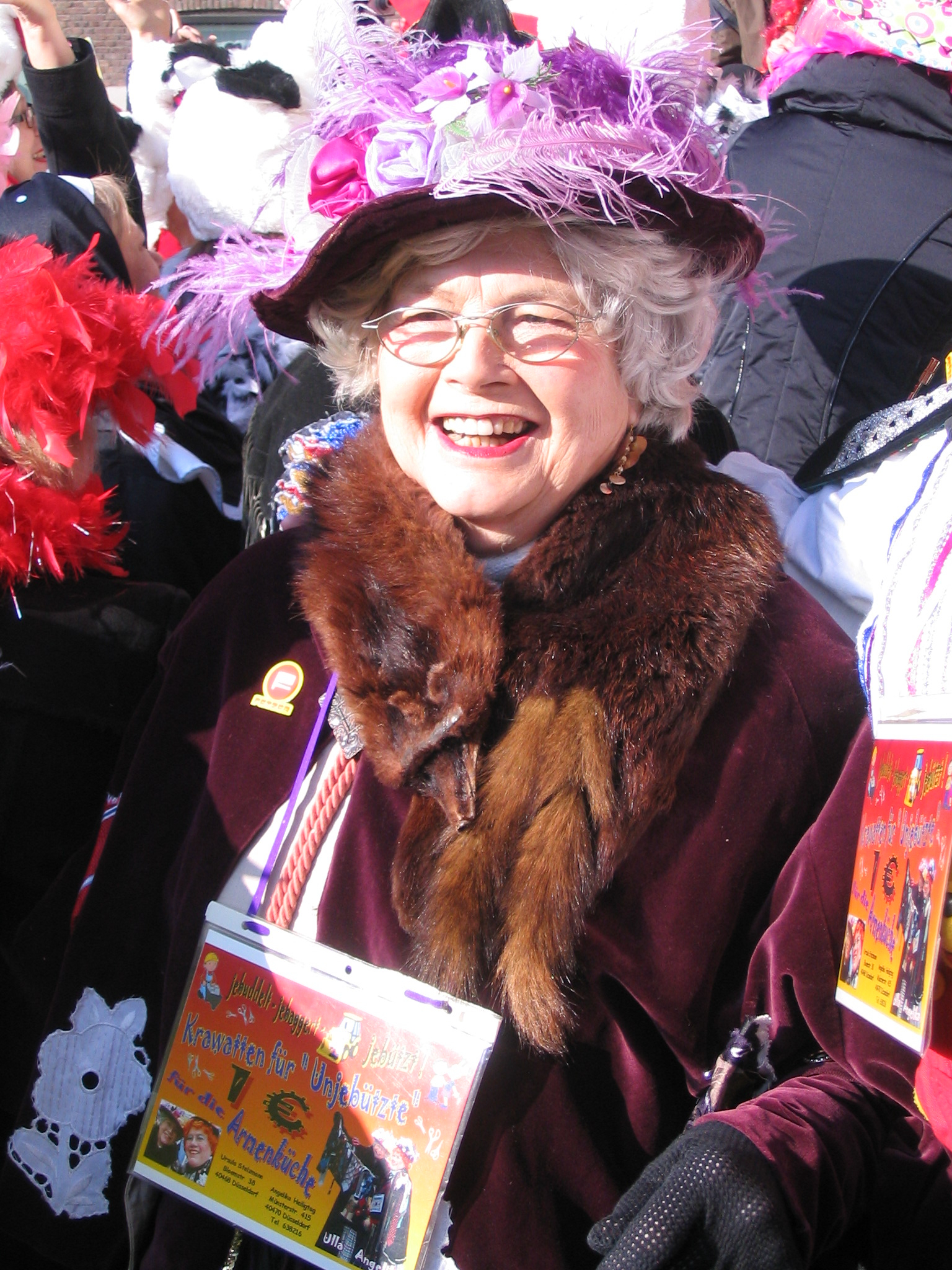
Möhne in Düsseldorf, 2011

Im gesamten Rheinland gilt Weiberfastnacht als inoffizieller Feiertag, an den meisten Arbeitsplätzen wird ab mittags nicht mehr gearbeitet. Die Feiern beginnen gewöhnlich um 11:11 Uhr. Im Unterschied zum Rosenmontag und den anderen Tagen gibt es in der Regel an Weiberfastnacht keine Umzüge, es wird kostümiert in den Kneipen und auf den Straßen gefeiert.

### Brauchtum
Es ist an diesem Tag seit Mitte des 20. Jahrhunderts Brauch, dass Frauen den Männern die Krawatte als Symbol der männlichen Macht abschneiden. So laufen die Männer nur noch mit einem Krawattenstumpf herum, wofür sie mit einem Bützchen (Küsschen) entschädigt werden. Sofern der Träger der Krawatte dem Abschneiden nicht zuvor zugestimmt hat, kann eine Eigentumsverletzung vorliegen, wie das Amtsgericht Essen zugunsten eines Klägers entschied, dem als Kunde eines örtlichen Reisebüros die Krawatte abgeschnitten wurde. Das Einverständnis könne allerdings unterstellt werden, wenn er sich im Karnevalstreiben befinde und mitfeiere – und wissen müsste, dass dieser Brauch an Weiberfastnacht verbreitet ist.

## Alemannisch
Im Bereich der schwäbisch-alemannischen Fastnacht wird die Weiberfastnacht an unterschiedlichen Terminen gefeiert. So gibt es zum Beispiel am zweiten Januar-Wochenende in Meisterschwanden und Fahrwangen in der Schweiz die Meitli-Zyt, wo die Frauen für drei Tage die Herrschaft übernehmen und die Männer mit ihren Grasbogen einfangen. In verschiedenen Schweizer Städten feiert man den Einzug der Wyber (Weiber), die durch Sprüche oder Ähnliches zum Ärgern motiviert werden. In der Gemeinde Mels feiert man das Ih-Huttle, in Walenstadt gibt es die Röllis.
In einigen Orten hat sich aus den Weiberzechen heraus ein Damenkaffeeklatsch entwickelt. Das ist zum Beispiel in Überlingen oder in Bad Säckingen der Fall.
Im Hochschwarzwald sowie im Kreis Waldshut werden vielerorts an verschiedenen Tagen Veranstaltungen abgehalten, die lediglich den Frauen Zutritt gewähren. Die Wiiberfasnet-Abende mit Programm werden von den Frauen selbst gestaltet und oft von katholischen Frauengemeinschaften oder Landfrauenvereinen organisiert. In Feldberg-Altglashütten findet einer der größten und bekanntesten Frauenabende statt, der Gluggere Obed.
Der Donnerstag vor Aschermittwoch, an dem im Rheinland Weiberfastnacht gefeiert wird, heißt hier Schmotziger oder Fettiger Donnerstag. Der Name erinnert daran, dass der Donnerstag der Hauptschlachttag war, an dem vor den Feierlichkeiten der Fastnacht und vor der Fastenzeit geschlachtet und gebacken wurde.

## Datum
Weiberfastnacht findet im Rheinland stets am Donnerstag vor Aschermittwoch statt, also am 52. Tag vor Ostersonntag.
Der frühestmögliche Termin ist der 29. Januar, der spätestmögliche ist der 4. März.	
- 2024:  8. Februar
- 2025: 27. Februar
- 2026: 12. Februar
- 2027:  4. Februar